# Joy-Udo Gabriel
Joy-Udo Gabriel (Nigeria, 2 de junio de 1999) es una atleta nigeriana, especialista en la prueba de 100 m, en la que logró ser medallista de bronce africana en 2018

## Carrera deportiva
En el Campeonato Africano de Atletismo de 2018 celebrado en Asaba (Nigeria) ganó la medalla de bronce en los 100 metros, con un tiempo de 11.58 segundos, tras la marfileña Marie-Josée Ta Lou (oro con 11.15 segundos) y la ghanesa Janet Amponsah (plata con 11.54 segundos). También ganó el oro en los relevos de 4x100 metros, por delante de Costa de Marfil y Kenia, plata y bronce respectivamente.